# Perchtenlauf

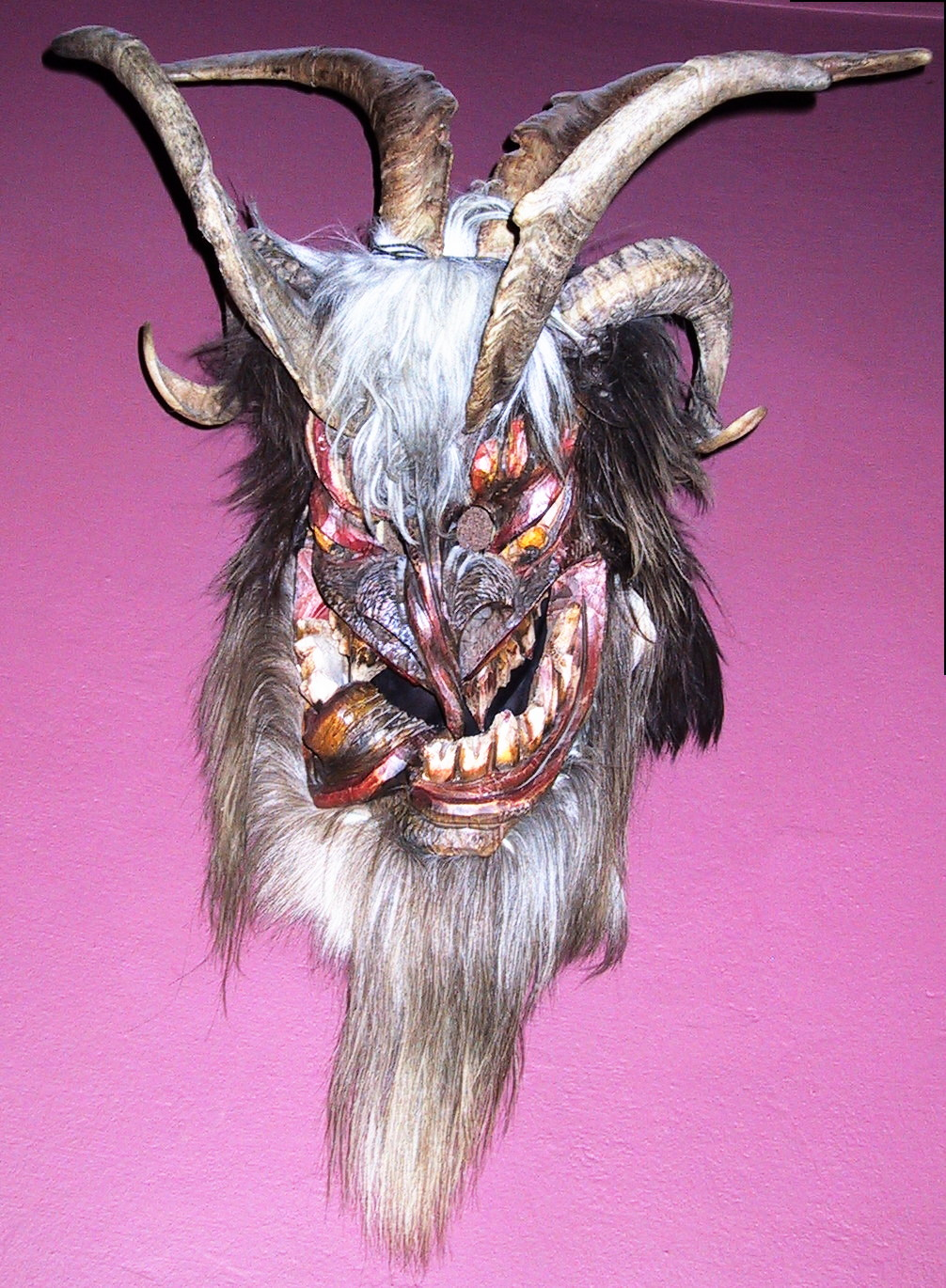
Maska perchty, přírodovědné muzeum Haus der Natur, Salcburk

Perchtenlauf, případně Perchtenlaufen, „běh Percht“, je divoký a hlasitý maskovaný průvod známý v rakouském Salcbursku a Tyrolsku, spojený s postavou Perchty. Zvyk spadá do zimního období, především na advent a Vánoce, průvody se pořádají například společně s průvodem krampusů v předvečer svatého Mikuláše; tři čtvrtky před Vánoci; na Perchtenacht „noc Perchty“, tedy předvečer Tří králů; někde až na masopust. Perchty jsou představovány mladými muži, kteří jsou někdy rozděleni na krásné (schöne) a ošklivé (schiache) perchty. Krásné perchty jsou oblečeny v tradičním kroji, zatímco ošklivé v kožešinách, často černých; nosí zvláštní klobouk Perchtenhaube, na opasku mají zvonky a na tváři ohyzdnou masku.
Někdy se tato událost nazývá Perchtenjagd „hon Percht“ a podobné zvyky jsou známy i z dalších alpských oblastí: ve Švýcarsku se jedná o Streggelejagen,  Posterlijagen nebo bechtelen, přičemž poslední výraz se používá i v Alsasku.

## Původ
Perchtenlauf a podobné zvyky jsou často chápány jako forma „pohanství“ a byly odmítány křesťanskými autoritami. Během osvícenství byly zvyky spojené s perchtami kritizovány vzdělanci jako nebezpečí pro morálku, bezpečnost a společenský řád a bylo vydáno několik, nepříliš úspěšných, zákazů jejich držení. Folkloristika a etnografie poloviny 19. století, kdy už se jednalo o umírající zvyk, chápala v duchu dobového romantického nacionalismu zvyky spojené s perchtami jako přežitky předkřesťanského germánského náboženství, zpravidla jako kultů přírody a plodnosti nebo kultů tajných mužských společností. Tento pohled následně převzala nacistická propaganda, ale i v poválečné době jsou v populárním povědomí a jako turistická atrakce jsou chápány jako „pohanské přežitky“. Podle folkloristky Ulrike Kammerhofer-Aggermann je ale původ těchto obyčejů komplexnější a zahrnuje také středověké dvorské tance a procesí, italský karneval a divadlo, a náboženské lidové divadlo. Některé prvky, jako hudební doprovod nebo tanec Schuhplattler se pak do nich dostaly až ke konci 19. století během jejich obrození. Taktéž jejich primární umístění na tříkrálový večer –⁠ Perchtenabend, „večer Percht“ pochází až z této doby, předtím byly spojeny spíše s masopustem.
Historik Carlo Ginzburg spojuje s Perchtenlaufem rituál ze švýcarského kantonu Graubünden během kterého maskovaní muži zvaní Stopfer (Pichláci) chodili od jedné vesnice k druhé, skákali a vzájemně se tloukli, který se objevuje v pramenech z 16. století. Účelem obřadu mělo být zajištění bohaté úrody. Perchtu také spojuje s noční bohyní stojící v čele „Dianiny společnosti“, a bitvy za účelem zajištění plodnosti spojuje se souboji, které měli v extázi vybojovávat furlánští benandanti, slovinsko-chorvatští kresnici, maďarští táltosové a další.

## Tresteter
K nejvýznamnějším maskám, které se účastní běhů percht, patří Tresteter, jejichž jméno je odvozeno ze slovesa trestern, „dupat, šlapat hrozny“, a odkazuje na jejich dupavý tanec doprovázený skákáním a tleskáním. Tresteter z obce Stuhlfelden a z klubu Alpinia Salzburg nosí kostým z červeného a bílého brokátu ve stylu benátského rokoka a na hlavě nosí Gainzel, slamák zdobený bílým peřím a s barevnými stuhami, které zakrývají tvář. Tresteter z obce Unken nosí tmavé kalhoty, bílou košili a tmavý klobouk se zlatými třpytkami a hedvábnými květy, jejich kostým připomíná oděvy užívané při italském karnevalu, oděvy tanečníků moresky ve Španělsku nebo tanečníků kolových tanců v jihovýchodní Evropě.